# Trygve Bratteli
Trygve Martin Bratteli, född 11 januari 1910 på Nøtterøy i Vestfold fylke, död 20 november 1984 i Oslo, var en norsk socialdemokratisk politiker och landets statsminister 1971–1972 och 1973–1976.
Bratteli var partisekreterare för Arbeiderpartiet under tyska ockupationen. År 1942 blev han arresterad av tyskarna och satt 1943-1945 i fånglägret Grini (som inte var ett koncentrationsläger i egentlig mening, men hade stora likheter med dessa), och i koncentrationslägren Sachsenhausen och Natzweiler. Han evakuerades av de vita bussarna i mars 1945, och vägde då 47 kilo. År 1945 återvände han till Norge och var ledare för AUF 1945-46. 1950-1981 satt han i Stortinget. Han var finansminister från november 1951 till januari 1955 samt från december 1956 till april 1960. Därefter var han samferdselsminister till januari 1964. 1965 blev Bratteli partiledare för Arbeiderpartiet, en post han hade fram till 1975. Efter att Arbeiderpartiet med statsminister Einar Gerhardsen förlorat valet 1965 blev Bratteli också partiets statsministerkandidat. Valet 1969 blev en framgång för Arbeiderpartiet, men med minsta möjliga marginal kunde den borgerliga regeringen sitta kvar. Den kom dock att slitas sönder av interna motsättningar och när den avgick 1971 blev Bratteli statsminister.
Bratteli var norsk statsminister i två perioder, 1971-1972 och 1973-1976. Han avgick 1972 på grund av att Norge röstade nej till EG-medlemskap i en folkomröstning. När det blev en knapp socialistisk majoritet i stortingsvalet 1973 kom Bratteli dock tillbaka, trots att Arbeiderpartiet tappat hela 11 procentenheter. När han avgick som statsminister 1976 efterträddes han av Odvar Nordli, även han från Arbeiderpartiet. 
Vänner av Israel i norska arbetarrörelsen (Norska: Venner av Israel i Norsk Arbeiderbevegelse), planterade efter hans död en skog til hans minne i Israel.
Han gifte sig 1946 med Randi Helene Larssen (1924-2002) och paret förblev gifta tills Brattelis död 1984. De hade tre barn, döttrarna Tone och Marianne samt sonen Ola (1946-2015) som var utbildad matematiker.